# Cecilio Vallejo
Cecilio Vallejo fue concejal de Urbanismo del ayuntamiento de León durante el primer mandato de Mario Amilivia de 1995 a 2003. Bajo su responsabilidad se llevaron a cabo las grandes obras de peatonalización de la ciudad, destacando entre ellas las de la Catedral de León y San Marcos.
Tras la pérdida de las elecciones municipales en 2003 abandona la política retomando de nuevo su carrera profesional como arquitecto. En el año 2009 vuelve de nuevo a la política municipal como coordinador del PP de los delegados de barrio.
Desde septiembre de 2012 se le investiga por facturar trabajos pese a prohibírselo su contrato.